# Нађи ме
Нађи ме (енгл. Find Me) је роман америчког писца и универзитетског професора Андреа Асимана из 2019. године. Преставља наставак романа Зови ме својим именом и даље прати животе главних јунака Оливера и Елија. 

## Радња романа
Роман је подељен на четири поглавља: Темпо (итал. Tempo), Каденца (итал. Cadenza), Каприс (итал. Capriccio) и Да цапо (итал. Da Capo). Свако поглавље написано је из угла другог лика. Поглавља су различите дужине. Најдуже поглавље је Темпо, а најкраће Да цапо са свега неколико страница.

### Темпо
Радња се дешава 10 година након завршетка радње претходног романа. Серми Перлман, Елијев отац, на путу возом ка Риму упознаје млађу жену по имену Миранда. Њих двоје убрзо се зближе и започну романтичну везу. За време боравка у Риму пар посећује Мирандиног оца који је на самрти, присуствује јавном предавању које Семи држи и сусрећу се са Елијом.

### Каденца
Пет година касније, Елио ради као професор клавира у Риму. На концерту упознаје старијег човека Мајкла, са којим започиње љубавну везу. Пар одлази до Мајклове родне куће у једном француском селу, а неколико недеља касније прекида своју везу.

### Каприс
Неколико година касније, Оливер ради као професор на универзитету у Њу Хемпширу. У браку је и има децу, али мучи га носталгија за данима које је као студент провео са Елиом. Одлази у Италију, где се поново сусреће са Елиом и они изнова почињу своју љубавну везу. Елијев отац Семи је преминио, али је пре тога добио сина са Мирандом кога је назвао Оливер.

### Да цапо
Елио и Оливер живе заједно и одгајају Елијевог полубрата, малог Олија.

## Објављивање романа
Роман је најављен 3. децембра 2018. године, када је Асиман је на свом твитер налогу потврдио да пише наставак романа Зови ме својим именом.
Оригинална верзија романа је објављена 29. октобра 2019. године за тржиште Сједињених Америчких Држава.
У окбтору 2019. године објављена је и аудио верзија романа на енглеском језику. Наратор аудио верзије је глумац Мајкл Сталбарг, који је претходно у филмској адаптацији романа Зови ме твојим именом под називом Скривена љубав, глумио Елијевог оца Самија.
Српско издање романа објавила је 2019. године издавачка кућа Штрик. Роман је превела Татјана Бижић, а корице илуструвала Драгана Николић.

## Рецепција и критике
Роман је добио помешане критике. Веб-сајт за прикупљање књижевних критика Bookmarks бележи 26 критика за роман, од чега су 2 сјајне, 13 добре, 6 помешане и 5 лоше.
Часопис Вог прогласио је овај роман за једну од 20 најбољих књига 2019. године.